# Pepinster
Pepinster è un comune belga di 9 574 abitanti, situato nella provincia vallona di Liegi. Il borgo si trova a pochi chilometri ad ovest di Verviers, alla confluenza del Hoëgne con la Vesdre.

## Articoli connessi
- Santuario di Tancrémont